# 栢蕙苑
栢蕙苑（英語：Parkvale）是一個位於香港香港島東區鰂魚涌的私人住宅屋苑，由太古地產興建，於1989年入伙。

## 簡介
屋苑坐落於英皇道、基利路與祐民街交界，鄰近有大潭郊野公園（鰂魚涌擴建部份）。栢蕙苑由4棟大廈組成：祥栢閣、瑞栢閣、康栢閣及寧栢閣。栢蕙苑共有846伙。
屋苑管理由富城集團以「栢蕙苑物業管理有限公司」名義負責。

## 屋苑資料

### 樓宇
| 樓宇名稱（座號）  | 門牌號碼  | 落成年份 | 樓宇層數（住宅層數） | 每層伙數                           | 單位數目（伙） | 提供升降機的廠商 |
| ----------------- | --------- | -------- | -------------------- | ---------------------------------- | -------------- | ---------------- |
| 祥栢閣（第1座）DH | 基利路2號 | 1989年   | 32層（4至32樓）      | 每層設有A至H單位， 即每層有8個單位 | 240            | 通力             |
| 瑞栢閣（第2座）DH | 基利路4號 | 1989年   | 32層（3至32樓）      | 每層設有A至F單位， 即每層有6個單位 | 180            | 通力             |
| 康栢閣（第3座）DH | 基利路6號 | 1989年   | 32層（3至32樓）      | 每層設有A至F單位， 即每層有6個單位 | 180            | 通力             |
| 寧栢閣（第4座）DH | 基利路8號 | 1989年   | 32層（4至32樓）      | 每層設有A至H單位， 即每層有8個單位 | 238            | 通力             |

DH實際上是同一幢建築，在地圖上呈「乙」字型並且完全相連

### 屋苑設施
- 購物商場

下層為1990年10月開業的麥當勞，上層曾作為其香港總部至2007年3月，後來曾一度為California Fitness健身中心。2017年3月起，改由惠康承租。
麥當勞在入伙時已購入整個商場業權。
- 游泳池
- 乒乓球檯
- 兒童遊樂場
- 休憩花園

## 所屬區議會
栢蕙苑位處於東區區議會的南豐選區（其他屬同一選區的物業為南豐新邨、康景花園、太成樓、太就樓、太興樓、太隆樓）。現由民主黨成員張國昌擔任當區區議員。

## 交通
栢蕙苑交通方便，除了有多條巴士路線途經英皇道外，也有專線小巴路線32、32A及33號，從栢蕙苑前往筲箕灣、太古城中心及北角碼頭。